# Fonográf I.
A Fonográf I. a Fonográf első nagylemeze, ami 1974-ben jelent meg.
Az album szerepel az 1001 lemez, amit hallanod kell, mielőtt meghalsz című könyv magyar kiadásának a fordítók által írt előszavában, illetve ennek a könyvnek a magyar testvérkiadásában, a 303 magyar lemez, amit hallanod kell, mielőtt meghalsz című könyvben is. Sokan a mai napig ezt a lemezt tartják a legjobb Fonográf-lemeznek. Legismertebb dalai: Az első villamos és Lökd ide a sört.

## Az album dalai
1. A szombat esti lány (Szörényi Levente-Bródy János)
2. Élsz valahol (Tolcsvay László-Tolcsvay Béla)
3. Társasjáték (Szörényi Levente-Bródy János)
4. Az első villamos (Tolcsvay László-Bródy János)
5. Valaki vár (Szörényi Szabolcs-Bródy János)
6. Nem érti senki (Tolcsvay László)
7. Szegény kisfiú panaszai (Móricz Mihály-Bródy János)
8. Fortuna hálójában (Tolcsvay László-Bródy János)
9. Mondd, hogy nem haragszol rám (Szörényi Levente-Bródy János)
10. Oszkár blues (Németh Oszkár)
11. Hét évig tart (Bródy János)
12. Lökd ide a sört (Szörényi Levente-Bródy János)

## Közreműködő zenészek
- Szörényi Levente - ének, gitárok, ütőhangszerek
- Bródy János - pedál steel gitár, conga, ütőhangszerek
- Móricz Mihály - gitárok, ének
- Tolcsvay László - billentyűsök, gitár, szájharmonika, ének
- Szörényi Szabolcs - basszusgitár, ének
- Németh Oszkár - dob, ütőhangszerek